# جاسم الزیاب
جاسم الزیاب (انگلیسی: Jasem Al-Deyab) بازیکن هندبال اهل کویت بود.
از باشگاه‌هایی که در آن بازی کرده‌است می‌توان به باشگاه ورزشی العربی قطر اشاره کرد.